# Luciano Manuzzi
Luciano Manuzzi (Cesena, 26 gennaio 1952) è un regista e sceneggiatore italiano.

## Biografia
Ha debuttato nel 1982 con Sconcerto Rock, che si avvale della colonna sonora di Gianna Nannini. Nello stesso anno vince il David di Donatello come miglior regista esordiente grazie alla pellicola Fuori stagione.
In seguito ha diretto numerose altre produzioni cinematografiche e televisive fra cui il quinto episodio del film a episodi Sposi (1987), Sabato italiano (1992), I pavoni (1994), La tenda nera (1996), Lui e lei (1998), Il coraggio di Angela (2008), Gli ultimi del paradiso (2010) e Le due leggi (2014).

## Filmografia

### Cinema
- Sconcerto Rock (1982)
- Fuori stagione (1982)
- Sposi, quinto episodio (1987)
- Sabato italiano (1992)
- I pavoni (1994)

### Televisione
- La tenda nera – film TV (1996)
- Lui e lei – serie TV, 8 episodi (1998)
- Chi siete venuti a cercare – documentario TV (2006)
- Il coraggio di Angela – miniserie TV (2008)
- Gli ultimi del paradiso – miniserie TV (2010)
- Mister Ignis - L'operaio che fondò un impero – miniserie TV (2014)
- Le due leggi – miniserie TV (2014)
- Io ci sono – film TV (2016)
- Tutto il giorno davanti – film TV (2020)
- Tina Anselmi - Una vita per la democrazia – docu-drama (2023)

## Riconoscimenti
- David di Donatello
  - 1982 – Miglior regista esordiente per Fuori stagione
- Nastri d’Argento - Grandi Serie
  - 2023 – Candidatura Miglior film Tv per  Tina Anselmi. Una vita per la democrazia [2]